# Mortel
Mortel (francês para "Mortal") é uma série de televisão francesa sobrenatural. A trama gira em torno de três adolescentes, dois dos quais adquiriram superpoderes após fazerem um acordo com um ser sobrenatural para solucionar um assassinato. O programa estreou na Netflix em 21 de novembro de 2019. A segunda temporada estreou em 2 de julho de 2021.

## Sinopse
Dois adolescentes, Sofiane e Victor, fazem um pacto com o deus vudu Obé para permitir que resolvam e vinguem o aparente assassinato do irmão de Sofiane, Reda. Sofiane recebe de Obé o poder de manipular as ações de outras pessoas, enquanto Victor pode ler suas mentes. No entanto, ambos devem estar presentes próximos um do outro para que seus poderes funcionem. Eles então contam com a ajuda de Luisa, que pratica vudu com a avó, para que se libertem do controle que Obé exerce sobre eles e assim possam banir Obé do mundo.

## Elenco
Abaixo o elenco:
| Ator             | Personagem        | Detalhes         |
| ---------------- | ----------------- | ---------------- |
| Carl Malapa      | Sofiane Kada      |                  |
| Némo Schiffman   | Victor Wanderwelt |                  |
| Manon Bresch     | Luisa Manjimbe    |                  |
| Corentin Fila    | Obé               | Deus vudu        |
| Sami Outalbali   | Reda Kada         | Irmão de Sofiane |
| Firmine Richard  | Elizabeth         | Avó de Luisa     |
| Anaïs Thomas     | Audrey Jourdant   |                  |
| Raphaëlle Agogué | Celine Wanderwelt |                  |
| Marvin Dubart    | Bastien Duponchel |                  |
| Léa Léviant      | Melanie           |                  |
| Assa Sylla       | Nora Cissoko      |                  |
| Stéphane Brel    | Hervé             |                  |
| Daouda Keita     | Ousmane Blanchard |                  |
| Liah O'Prey      | Tatiana           |                  |

## Episódios
| Temporada | Episódios | Lançamento             |
| --------- | --------- | ---------------------- |
| 1ª        | 6         | 21 de novembro de 2019 |
| 2ª        | 6         | 2 de julho de 2021     |

### 1ª Temporada (2019)
| N.º geral | N.º na temp. | Título                             | Dirigido por   | Escrito por                                                 | Exibição original   |
| --------- | ------------ | ---------------------------------- | -------------- | ----------------------------------------------------------- | ------------------- |
| 1         | 1            | "Super Bad"                        | Edouard Salier | Frédéric Garcia, Yann Le Gal, Lola Roqueplo & Fanny Talmone | 21 novembro de 2019 |
| 2         | 2            | "Hot. Hot. Hot."                   | Edouard Salier | Frédéric Garcia, Yann Le Gal, Lola Roqueplo & Fanny Talmone | 21 novembro de 2019 |
| 3         | 3            | "Nothing Nudes Under the Moon"     | Edouard Salier | Frédéric Garcia, Yann Le Gal, Lola Roqueplo & Fanny Talmone | 21 novembro de 2019 |
| 4         | 4            | "Don't You Know That You're Toxic" | Simon Astier   | Frédéric Garcia, Yann Le Gal, Lola Roqueplo & Fanny Talmone | 21 novembro de 2019 |
| 5         | 5            | "La Solitudine"                    | Simon Astier   | Frédéric Garcia, Yann Le Gal, Lola Roqueplo & Fanny Talmone | 21 novembro de 2019 |
| 6         | 6            | "The Puppets' Tears"               | Simon Astier   | Frédéric Garcia, Yann Le Gal, Lola Roqueplo & Fanny Talmone | 21 novembro de 2019 |

### 2º Temporada (2021)
| N.º geral | N.º na temp. | Título                | Dirigido por | Escrito por | Exibição original |
| --------- | ------------ | --------------------- | ------------ | ----------- | ----------------- |
| 7         | 1            | "Super Good"          | ASD          | ASD         | 2 julho de 2021   |
| 8         | 2            | "Entwined With You"   | ASD          | ASD         | 2 julho de 2021   |
| 9         | 3            | "Impossible To Leave" | ASD          | ASD         | 2 julho de 2021   |
| 10        | 4            | "The Marriage of Obé" | ASD          | ASD         | 2 julho de 2021   |
| 11        | 5            | "Qumran"              | ASD          | ASD         | 2 julho de 2021   |
| 12        | 6            | "Aprézan nou lyanné"  | ASD          | ASD         | 2 julho de 2021   |

## Recepção
O show teve uma recepção mista da crítica. A revista GQ, apesar de algumas reservas quanto aos efeitos especiais, elogiou a habilidade da narrativa, a atuação dos atores principais, bem como a trilha sonora. Considerou o programa a melhor série francesa desde o lançamento da Netflix e merecedora de uma segunda temporada. OTélérama foi altamente crítico, considerando a série mais risível do que um sucesso, e que sua música não conseguiu esconder suas falhas estilísticas. A Première achou que a série oscilava estranhamente entre o drama adolescente e seus elementos sobrenaturais, mas mesmo assim teve sucesso estilisticamente. Baseado apenas em seu primeiro episódio, o Decider achou a série muito confusa para continuar assistindo a um segundo episódio.